# Formula Shellsport 1977
La seconda edizione del campionato di Formula Shellsport fu disputata nel 1977 e fu vinta dal pilota inglese Tony Trimmer alla guida di una Surtees TS19-Cosworth. 

## La pre-stagione

### Calendario
Si corre su quattordici gare (viene inserita anche una gara a Donington Park), tutte disputate in Regno Unito, due delle quali anche sul circuito ovale di Brands Hatch.
| Gara | Circuito                        | Giri | Lunghezza           | Data         |
| ---- | ------------------------------- | ---- | ------------------- | ------------ |
| 1    | Circuito di Mallory Park        | 50   | 50x2,172=108,6 km   | 13 marzo     |
| 2    | Circuito di Snetterton          | 40   | 40x3,084=123,363 km | 27 marzo     |
| 3    | Circuito di Oulton Park         | 50   | 50x2,661=133,05 km  | 8 aprile     |
| 4    | Circuito di Brands Hatch (Indy) | 60   | 60x1,995=119,7 km   | 11 aprile    |
| 5    | Circuito di Mallory Park        | 40   | 40x2,172=86,88 km   | 22 maggio    |
| 6    | Circuito di Thruxton            | 35   | 35x3,791=132,685 km | 6 giugno     |
| 7    | Circuito di Brands Hatch (Indy) | 60   | 60x1,995=119,7 km   | 26 giugno    |
| 8    | Circuito di Oulton Park         | 40   | 40x2,661=106,4 km   | 9 luglio     |
| 9    | Circuito di Mallory Park        | 50   | 50x2,172=108,6 km   | 24 luglio    |
| 10   | Donington Park                  | 40   | 40x3,149=125,9 km   | 31 luglio    |
| 11   | Circuito di Brands Hatch        | 40   | 40x4,206=168,24 km  | 29 agosto    |
| 12   | Circuito di Thruxton            | 35   | 35x3,791=132,685 km | 11 settembre |
| 13   | Circuito di Snetterton          | 40   | 40x3,084=123,36 km  | 2 ottobre    |
| 14   | Circuito di Brands Hatch        | 40   | 40x,206=168,24 km   | 16 ottobre   |

- Tutte le gare sono disputate nel Regno Unito.

## Riassunto della stagione
L'inizio del campionato fu molto combattuto, tanto che dopo sette gare erano ben cinque i piloti che avevano vinto ed in testa al campionato vi era il pilota Val Musetti.
Derek Bell, che guidava una vettura Penske PC3, venne squalificato dai commissari dopo un controllo effettuato al termine della gara 9 di Mallory in luglio. La squalifica, dovuta ad una irregolarità nel musetto della vettura, comportò la perdita di 48 punti, pari al 20% del massimo punteggio ottenibile. Per tale ragione non compare in classifica.
Il piltota australiano Brian McGuire morì durante le prove di gara 11 a Brands Hatch il 29 agosto 1977. Nell'incidente perse la vita anche un commissario di pista.

## Risultati e classifiche

### Risultati
| Gara | Circuito            | Tempo | Velocità | Pole Position | GPV                        | Vincitore         | Vettura               |
| ---- | ------------------- | ----- | -------- | ------------- | -------------------------- | ----------------- | --------------------- |
| 1    | Mallory             |       |          | Tony Trimmer  | Emilio de Villota          | Emilio de Villota | Lyncar-Ford Cosworth  |
| 2    | Snetterton          |       |          | Guy Edwards   | Guy Edwards                | Guy Edwards       | March-Ford Cosworth   |
| 3    | Oulton              |       |          | Guy Edwards   | Derek Bell                 | Derek Bell        | Penske-Ford Cosworth  |
| 4    | Brands Hatch (Indy) |       |          | Val Musetti   | Val Musetti                | Val Musetti       | March-Ford Cosworth   |
| 5    | Mallory             |       |          | Tony Trimmer  | Tony Trimmer               | Tony Trimmer      | Surtees-Ford Cosworth |
| 6    | Thruxton            |       |          | Bruce Allison | Val Musetti                | Tony Rouff        | Ralt-Ford BDA         |
| 7    | Brands Hatch (Indy) |       |          | Bruce Allison | Bruce Allison              | Tony Trimmer      | Surtees-Ford Cosworth |
| 8    | Oulton              |       |          | Tony Trimmer  | Tony Trimmer               | Tony Trimmer      | Surtees-Ford Cosworth |
| 9    | Mallory             |       |          | Val Musetti   | Emilio de Villota          | Emilio de Villota | McLaren-Ford Cosworth |
| 10   | Donington Park      |       |          | Tony Trimmer  | Tony Trimmer Divina Galica | Tony Trimmer      | Surtees-Ford Cosworth |
| 11   | Brands Hatch        |       |          | Tony Trimmer  | Tony Trimmer Divina Galica | Emilio de Villota | McLaren-Ford Cosworth |
| 12   | Thruxton            |       |          | Bruce Allison | Tony Trimmer               | Guy Edwards       | March-Ford Cosworth   |
| 13   | Snetterton          |       |          | Guy Edwards   | Guy Edwards Tony Trimmer   | Tony Trimmer      | Surtees-Ford Cosworth |
| 14   | Brands Hatch        |       |          | Tony Trimmer  | Tony Trimmer               | Guy Edwards       | March-Ford Cosworth   |

### Classifica piloti
- I punti vengono assegnati secondo lo schema seguente:

| Sistema di punteggio | Sistema di punteggio | Sistema di punteggio | Sistema di punteggio | Sistema di punteggio | Sistema di punteggio | Sistema di punteggio | Sistema di punteggio | Sistema di punteggio | Sistema di punteggio | Sistema di punteggio | Sistema di punteggio |
| Posizione            | 1°                   | 2°                   | 3°                   | 4°                   | 5°                   | 6°                   | 7°                   | 8°                   | 9°                   | 10°                  | GPV                  |
| -------------------- | -------------------- | -------------------- | -------------------- | -------------------- | -------------------- | -------------------- | -------------------- | -------------------- | -------------------- | -------------------- | -------------------- |
| Punti                | 20                   | 15                   | 12                   | 10                   | 8                    | 6                    | 4                    | 3                    | 2                    | 1                    | 2                    |

| Pos | Pilota               | MAL | SNE | OUL | BRH | MAL | THR | BRH | OUL | MAL | DON | BRH | THR | SNE | BRH | Punti |
| --- | -------------------- | --- | --- | --- | --- | --- | --- | --- | --- | --- | --- | --- | --- | --- | --- | ----- |
| 1   | Tony Trimmer         | 3   | 5   | Rit | Rit | 1   | Rit | 1   | 1   | 2   | 1   | 2   | Rit | 1   | 2   | 181   |
| 2   | Guy Edwards          | NC  | 1   | Rit | 3   | 5   | 2   | 2   | 2   | Rit | Rit | Rit | 1   | Rit | 1   | 129   |
| 3   | Val Musetti          | 5   | NC  | 3   | 1   | 2   | 9   | 3   | Rit | Rit | 3   |     |     |     |     | 85    |
| 4   | Tony Rouff           |     | 6   |     |     | 6   | 1   | 4   | 3   | 4   | 9   | 6   | NP  | 5   | Rit | 80    |
| 5   | Emilio de Villota    | 1   | Rit | NQ  | NP  |     |     |     |     | 1   |     | 1   |     | 3   | Rit | 76    |
| 6   | Divina Galica        | NP  | 2   | Rit | Rit | Rit | Rit | Rit | 4   | 3   | 2   | 3   | Rit | NP  | 6   | 74    |
| 7   | Bruce Allison        |     | Rit | 2   | 2   | 3   | 8   | Rit |     | NP  |     |     | 2   | Rit | 4   | 72    |
| 8   | Keith Holland        | 2   | 4   | Rit | 6   | 4   | 3   | Rit |     |     |     | 4   | Rit | Rit | NC  | 63    |
| 9   | Norman Dickson       | 7   | Rit | NP  |     | 7   | 4   |     | Rit |     |     | 7   | 3   | 4   | 5   | 52    |
| 10  | Tom Belsø            | 4   | 3   | Rit | Rit | 10  | Rit | 6   | NP  | 5   | 5   |     |     |     |     | 45    |
| 11  | Alo Lowler           | 6   | 8   | Rit |     | Rit | 7   |     | 6   | 6   | Rit | 9   | 5   | 6   | Rit | 41    |
| 12  | Robin Smith          |     | 7   | 4   | NP  | 8   | 10  |     |     |     | 8   | 11  | NP  | Rit | Rit | 21    |
| 13  | Damien Magee         |     |     |     |     |     |     |     |     |     | NP  | Rit | Rit | 2   | 8   | 18    |
| 14  | Hervé Le Guellec     |     |     | 8   | 5   | NQ  | 6   |     |     |     |     |     |     |     |     | 17    |
| 15  | Brian Henton         |     |     |     |     |     |     |     |     |     |     |     |     |     | 3   | 12    |
| 16  | Kim Mather           |     |     |     |     |     |     |     | Rit | 7   |     |     |     |     | 9   | 12    |
| 17  | Vink Bancroft        |     |     |     |     |     |     |     |     |     |     | 10  | 4   |     |     | 11    |
| 18  | Iain Mclaren         | 9   |     | 5   |     | NP  |     |     |     |     |     |     |     |     |     | 10    |
| 19  | Dennis Leech         |     |     |     |     |     |     |     | NP  |     | 7   | NC  | 6   |     |     | 10    |
| 20  | Donald Gray          |     |     |     | 8   |     |     | 5   |     |     |     |     |     |     |     | 9     |
| 21  | Adrian Russell       |     |     | NP  |     |     |     | NP  |     | NC  | Rit | 12  | 7   | 7   | 10  | 9     |
| 22  | Derek Cook           | NC  | Rit | Rit | Rit | Rit | 5   |     |     |     |     |     |     |     |     | 8     |
| 22  | Ray Mallock          |     |     |     |     |     |     |     |     |     |     | 5   |     |     |     | 8     |
| 22  | Brian McGuire        | Rit | NP  | Rit | Rit | Rit | Rit | Rit | 5   |     | Rit |     |     |     |     | 8     |
| 25  | Allan Keys           | NP  |     |     | 7   | 12  | NP  | 7   |     |     |     |     |     |     |     | 8     |
| 26  | Andy Barton          | 8   |     | 7   |     |     |     |     |     |     |     |     |     |     |     | 7     |
| 27  | Danny Sullivan       |     |     |     |     |     |     |     |     |     | 6   | Rit |     |     |     | 6     |
| 28  | Mike Wilds           |     |     |     |     |     |     |     |     |     |     |     |     |     | 7   | 4     |
| 29  | Kevin Bowditch       |     |     |     |     |     |     |     |     | 8   | NP  |     |     |     |     | 3     |
| 29  | Gregg Young          |     |     |     |     |     |     |     |     |     | 8   |     |     |     |     | 3     |
| 31  | Jim Kelly            |     |     | 9   | Rit |     |     |     |     |     |     |     | NC  |     | Rit | 2     |
| 31  | John Bowtell         |     |     |     |     |     |     |     |     | 9   |     |     | Rit |     |     | 2     |
| 31  | David Prophet        |     |     |     |     | 9   | NP  | NP  |     |     |     |     |     |     |     | 2     |
|     | Philip Guerola       |     |     |     | NC  | NQ  | 11  | NC  |     |     |     |     |     |     |     | 0     |
|     | John Morrison        |     |     |     |     | 11  | Rit |     |     |     |     |     |     |     |     | 0     |
|     | Evan Clements        |     |     |     |     |     | 12  |     |     |     |     |     |     |     |     | 0     |
|     | John Ravenscroft     |     |     |     |     |     |     |     |     |     |     | NC  | Rit | NC  | NC  | -     |
|     | Rob Moffat           | NC  | NP  |     |     |     |     |     |     |     |     | NC  | Rit |     |     | -     |
|     | John Tait            |     |     |     |     |     |     |     |     |     |     |     | NC  | NC  |     | -     |
|     | Nick May             | NC  | NP  |     |     |     |     |     |     |     |     |     |     |     |     | -     |
|     | H. Rose              |     |     |     |     |     |     |     |     |     | NP  | Rit | Rit |     | Rit | -     |
|     | Duncan Gray          |     |     |     |     |     |     |     |     |     |     | Rit |     |     |     | -     |
|     | Martin Birrane       |     |     |     |     |     |     |     |     |     |     | Rit |     |     |     | -     |
|     | Alain Baillie        |     |     |     |     |     |     |     |     |     |     |     | Rit |     |     | -     |
|     | Hermann Hengstenberg |     |     |     |     |     |     |     |     |     |     |     |     | NP  | NP  | -     |
|     | Chris Featherstone   | NP  |     |     |     |     |     |     |     |     |     |     |     |     |     | -     |
|     | Bob Evans            |     |     |     |     |     |     | NP  |     |     |     |     |     |     |     | -     |
|     | Boy Hayje            |     |     |     |     |     |     |     |     |     |     |     |     |     | NP  | -     |
|     | Richard Robarts      |     |     |     | SQ  |     |     |     |     |     |     |     |     |     |     | -     |
| SQ  | Derek Bell           |     |     | 1   | 4   |     | Rit |     |     | SQ  | 4   |     |     |     |     | 0     |
| Pos | Pilota               | MAL | SNE | OUL | BRH | MAL | THR | BRH | OUL | MAL | DON | BRH | THR | SNE | BRH | Punti |

| Colore  | Risultati                                                         |
| ------- | ----------------------------------------------------------------- |
| Oro     | Vincitore                                                         |
| Argento | 2º posto                                                          |
| Bronzo  | 3º posto                                                          |
| Verde   | Finita, a punti                                                   |
| Blu     | Finita, senza punti Finita, non classificato (NC)                 |
| Viola   | Non finita (Rit)                                                  |
| Rosso   | Non qualificato (NQ) Non pre-qualificato (NPQ)                    |
| Nero    | Squalificato (SQ)                                                 |
| Bianco  | Non partito (NP)                                                  |
| Celeste | Disputa solo le prove (SP)                                        |
| Celeste | Iscritto alle prove libere - Terzo pilota (TP) - dal 2003 al 2006 |
| Vuoto   | Non prende parte alle prove (NPR)                                 |
| Vuoto   | Iscritto ma non presente, non arrivato (NA)                       |
| Vuoto   | Ritirato prima dell'evento (WD)                                   |
| Vuoto   | Infortunato (INF)                                                 |
| Vuoto   | Escluso (ES)                                                      |
| Vuoto   | Gara cancellata (C)                                               |